# Pemulwuy

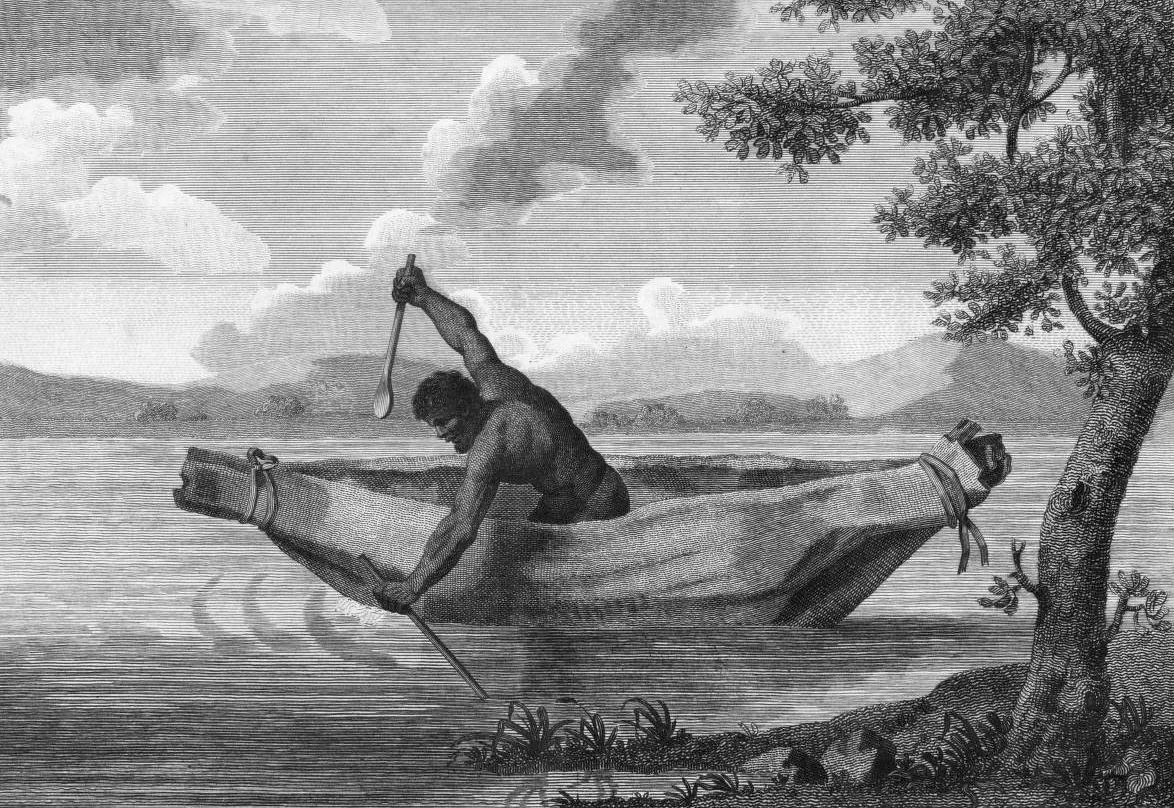
Pemulwuy in einem der damaligen Aborigines-Kanus beim Fischfang, 1804

Pemulwuy, auch Pimbloy, Pemulvoy, Pemulwoy, Pemulwy, Bimblewove, Bumbleway und Bembulwoyan genannt (* 1750 an der Botany Bay; † 2. Juni 1802), war ein Aborigines vom Clan der Bidjigal im Aborigines-Stamm der Eora. Pemulway führte zahlreiche bewaffnete Angriffe gegen die Kolonisatoren auf seinem angestammten Land aus. Pemulway war nicht nur der erste Elder der einen bewaffneten Widerstands der Aborigines gegen die britischen Kolonisatoren aufnahm, sondern er wird von der indigenen Bevölkerung auch als Anführer des Widerstands der Aborigines Australiens schlechthin bezeichnet.

## Leben
Über das Leben von Pemulwuy ist wenig bekannt. Sein linkes Auge hatte von Geburt an einen Sehfehler, er schielte extrem stark, was ihn jedoch keineswegs einschränkte. Er hatte einen Sohn, Tedbury, der ebenso gegen die Kolonisatoren kämpfte und unter Gouverneur William Bligh im Jahre 1808 unter Militärarrest gestellt wurde. Nach einigen Attacken auf Siedler im Jahre 1809 wurde Tedbury 1810 angeschossen und starb früh an den Folgen.

## Kampf

### Vorgeschichte
Als die britischen Kolonisten mit der First Fleet in der Botany Bay 1788 im heutigen Gebiet von Sydney anlandeten, erfolgte durch sie die Landnahme des angestammten Landes der dort lebenden Aborigines, womit ihre Verdrängung begann. Die Folgen der Landnahme waren zwar so nicht geplant, sondern die Folge einer imperialistischen Politik der Briten, dass Australien ein terra nullius (lt. Niemandsland) sei. Dass es sich hier um eine rechtlich haltlose Vorstellung handelte, ist im heutigen Australien weitestgehend anerkannt. Die etwa 1500 Personen der First Fleet, ob sie das wollten oder nicht, sie verdrängten die Aborigines von ihren Lebensgrundlagen wie Jagdgründen, Fischfanggebieten und vom Zugang einer Ernährung durch lokale Pflanzen. Ihr Land selbst hatte für die Aborigines des Weiteren eine besondere Bedeutung für ihre Kultur, Lebensgewohnheiten und Rituale, die faktisch durch die Besiedlung nicht mehr wahrgenommen werden konnten und auch zerstört wurden. Sie hatten auch eine eigene Rechtsprechung.

### Kampfhandlungen
Es kam zu Konflikten zwischen den Aborigines und Kolonisatoren, die in der ersten Zeit unblutige Folgen hatten: Hütten wurden verbrannt, Mais wurde gestohlen und Reisende attackiert. Bereits zwei Jahre nach der Landnahme kam es zum ersten gewaltsamen Konflikt im Dezember 1790 als Pemulway, John McIntyre, einen Offizier von Gouverneur Arthur Phillip, mit einem Speer tötete. Danach stellten die Briten eine Strafexpedition zusammen, die ergebnislos verlief, weil sie keinen der Aborigines auffinden konnten. Der weitere gewaltsame Kampf dauerte etwa 12 Jahre bis zum Tod von Pemulway an.
1792 griff Pemulwuy Siedler in Prospect, Toongabbie, Georges River, Parramatta, Brickfield Hill, heute Vorstädte von Sydney, und im Gebiet des Hawkesbury Rivers an. Er wurde als der aktivste Gegner der europäischen Siedler geschildert, wobei seine Überfälle als Folge von Mangel an Nahrung, vor allem an Korn, und dem Kidnapping von Aborigine-Kindern durch die Kolonisatoren geschildert wurden. Pemulwuy kämpfte allein oder mit mehreren Kämpfern gegen die New South Wales Corps, eine militärische Truppe, die auch Rum Corps genannt wurde. Den Namen erhielten sie wegen ihres schwunghaften Handels mit Rum. Rum entwickelte sich durch diese Truppe zu einer Art Ersatzwährung in der frühen Sträflingskolonie Australien, weil kaum Münzen vorhanden waren. Den Handel konnten ihre Vorgesetzten erst später in der sogenannten Rum-Rebellion unterbinden.
1790 ordnete Arthur Phillip eine Strafexpedition gegen Pemulwuys Clan an. Er begründete dies damit, dass sie seit 1788 17 Briten verwundet oder ermordet hätten. Sein Befehl lautete: „bring in any six Bidjigal or their heads“. (Deutsch: „Bring irgendwelche sechs Bidjigal oder deren Köpfe“.) Im Februar 1797 hatte sich die Konfrontation weiter entwickelt, sodass sich große Gruppen von Aborigines, geführt von Pewulwuy, und Gruppen von Soldaten und bewaffneten Siedlern gegenüberstanden. Diese Gruppierungen trafen aufeinander und eine Schlacht fand statt. In dieser Kampfhandlung wurde Pemulwuy verwundet und festgenommen. Kurz danach gelang ihm die Flucht.
Im März 1797 griff Pewulwuy eine Farm bei Toongabbie an, die der Regierung gehörte. Weitere Überfälle auf Farmen bei Parramatta folgten. Eine Gruppe von bewaffneten Siedlern und Soldaten beobachteten eine große Gruppe von etwa 100 Aborigines am Rand von Parramatta. Die Siedler und Soldaten zogen sich in den Ort Parramatta zurück. Daraufhin drangen die indigenen Krieger ebenfalls in den Ort ein, wobei Pemulwuy gleich beim Eindringen einen Soldaten mit einem Speer tötete. Viele Speere wurden anschließend geworfen und die Siedler eröffneten das Feuer. In ihrer ersten Salve fielen fünf Aborigines. Der Historiker und Journalist, John Henniker Heaton, berichtete später, dass etwa 50 Aborigines in dieser Auseinandersetzung gefallen seien. Die Kampfhandlungen gingen als „Schlacht von Parramatta“ in die australische Geschichte ein. Pewulwuy wurde schwer verletzt und in ein Hospital transportiert, wo er in Eisen gelegt flüchten konnte.
Am 1. Mai 1801 setzte Gouverneur Philip Gidley King eine Belohnung für die Gefangennahme oder den Tod von Pewulwuy aus. Die geflohenen Sträflinge William Knight und Thomas Thrush, die sich dem Widerstand der Aborigines angeschlossen hatten, erklärte er zu Gesetzlosen. Im November wurden Truppen an den Mill Creek und Georges River entsandt.

### Pemulways Kopf
Pemulway wurde am 2. Juni 1802 von Henry Hacking erschossen, in anderen Quellen am 1. Juni. Sein Kopf wurde abgeschnitten, in Spiritus gelegt und nach England geschickt. Dort ist er allerdings nie registriert worden. In einer anderen Quelle wird berichtet, dass der Kopf an den britischen Naturforscher Joseph Banks versendet worden sein soll, der eine derartige Sammlung angelegt hatte. Banks urteilte über Pemulwuy folgendermaßen: „Although a terrible pest to the colony, he was a brave and independent character“. (Deutsch: „Obwohl er eine schreckliche Plage für die Kolonie war, war er ein mutiger und unabhängiger Charakter“.) In einer weiteren Quelle wird berichtet, dass sich der Kopf im 19. Jahrhundert noch Hunterian Museum in London befand. Das Museum ist nach John Hunter benannt, einem späteren Gouverneur von New South Wales. Wo sich Pemulways Kopf befindet, war im Jahr 2010 nicht mehr bekannt.

## Guerillakampf oder Aboriginesrecht
Der Stamm der Eora verfügte über 1800 Quadratkilometer Land in Sydney vom Hawkesbury River bis zur Botany Bay und zum Georges River. Die Rechtsprechung in Australien spricht Aborigines durchaus gewisse Landrechte zu, die allerdings in der Regel nicht uneingeschränkt zugesprochen werden. Doch wird die Kolonisation ihres Landes durch die Briten seit dem Urteil Mabo v. Queensland (No. 2) von 1992 grundsätzlich als ein Angriff auf die Landrechte eines souveränen Stammes anerkannt.
Obwohl die Angriffe von Pemulwuy die Charakteristik eines Guerillakrieges hatten, wollte er auch Beziehungen zum Gouverneur halten. Für ihn waren seine Angriffe kein Unrecht, sondern die Durchsetzung der Rechte seines Stammes, der Eora und des Bidjigal-Clans. Aufgrund dieses Verständnisses und des Kampfes gegen die ersten britischen Siedler um Sydney wurde er von den Aborigines zu ihrem Anführer des Widerstands der Aborigines von Australien erklärt.

## Nachwirken
Nach Pemulwuy wurden ein Stadtteil in Holroyd City, einem westlichen Bezirk von Sydney, sowie ein Park im Stadtteil Redfern benannt. Der Schriftsteller Eric Willmot brachte über ihn 1987 die Novelle Pemulwuy – the rainbow warrior heraus. Seit 2017 verkehrt im Inneren von Sydney Hafens eine Fähre, die den Namen Pemulway trägt. Im National Museum of Australia ist eine Bronze-Skulptur von Pemulway zu besichtigen, erstellt von Masha Marjanovich.